# Ewiges Meer, Großes Moor bei Aurich
Ewiges Meer, Großes Moor bei Aurich este o arie protejată (sit de importanță comunitară — SCI) din Germania întinsă pe o suprafață de 1.138 ha, integral pe uscat.

## Localizare
Centrul sitului Ewiges Meer, Großes Moor bei Aurich este situat la coordonatele 53°32′18″N 7°26′18″E / 53.5383°N 7.4383°E.

## Înființare
Situl Ewiges Meer, Großes Moor bei Aurich a fost declarat sit de importanță comunitară în februarie 1999 pentru a proteja 1 specie de animale.

## Biodiversitate
Situată în ecoregiunea atlantică, aria protejată conține 8 habitate naturale: Lacuri și iazuri distrofice naturale, Pajiști uscate europene, Pajiști cu Molinia pe soluri calcaroase, turboase sau argilos-nămoloase (Molinion caeruleae), Turbării active, Mlaștini oligotrofe degradate, capabile încă de regenerare naturală, Mlaștini turboase de tranziție și turbării mișcătoare, Depresiuni pe substraturi de turbă de Rhynchosporion, Mlaștini împădurite.
La baza desemnării sitului se află o specie protejată de  mamifere: liliac de iaz (Myotis dasycneme).
Pe lângă speciile protejate, pe teritoriul sitului au mai fost identificate 3 specii de plante, 1 specie de amfibieni.